# Luxémont-et-Villotte

Luxémont-et-Villotte este o comună în departamentul Marne, Franța. În 2009 avea o populație de 467 de locuitori.